# John Young (navigateur)
Pour les articles homonymes, voir John Young et Young.

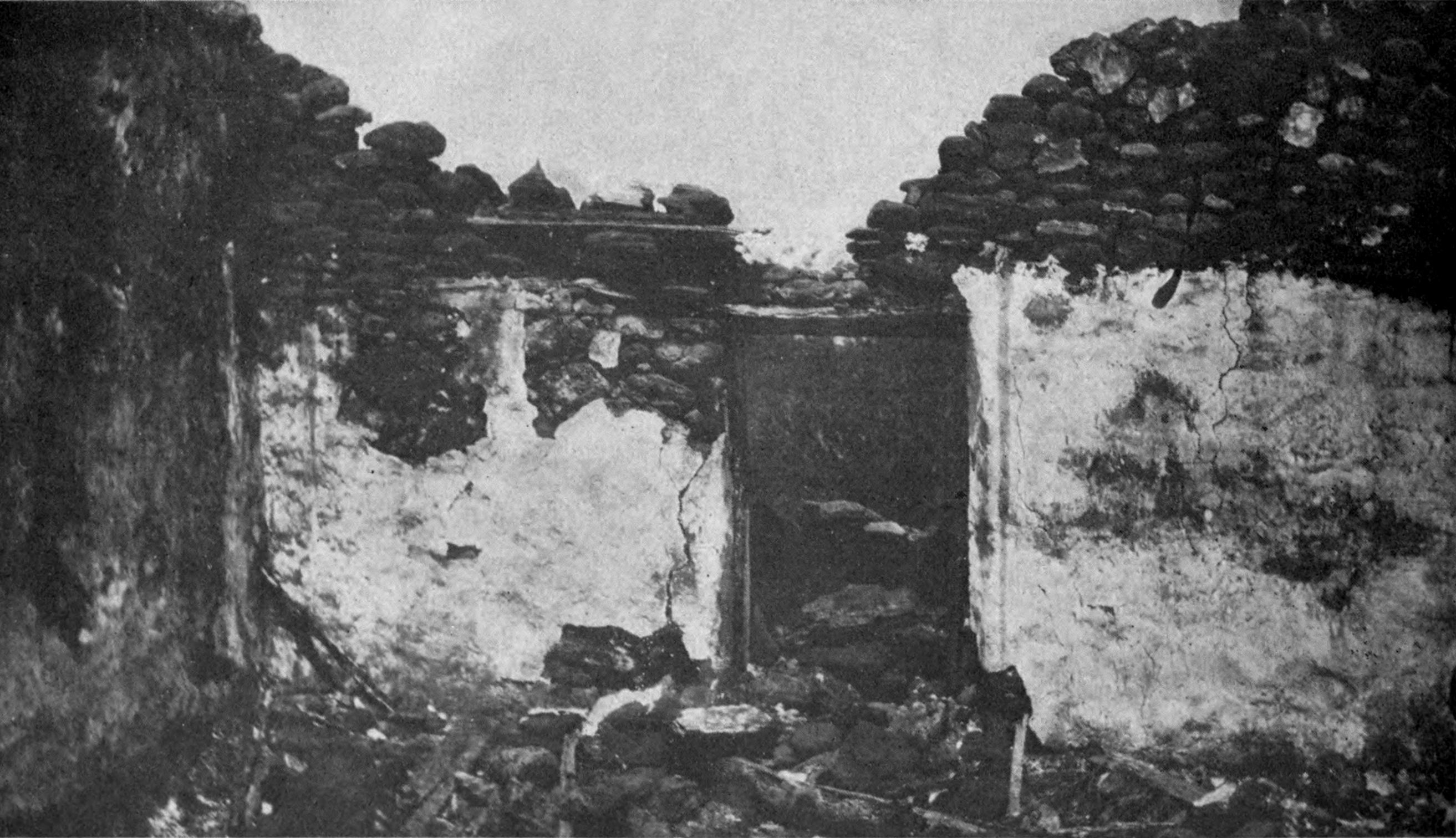
Ruine de la maison de John Young à Kawaihae

John Young (Crosby, 17 mars 1742 – Honolulu, 17 décembre 1835) est un navigateur et administrateur britannique, gouverneur d'Hawaï de 1802 à 1812. 

## Biographie
Capitaine du Eleanora, travaillant entre Macao et le Nord-Ouest américain pour le commerce des fourrures, il entre au service de Simon Metcalfe. 
Présent lors du massacre de Olowalu, il est capturé par Kamehameha. Il se met alors à son service et devient son premier conseiller. Il épouse une de ses nièces et va passer ainsi près de lui quarante-cinq années. 
En 1793, George Vancouver lui propose de rentrer en Angleterre mais il préfère rester sur l'île. Kamehameha lors de son absence d’Hawaï de 1802 à 1812 le nomme Gouverneur des îles. Il organise alors la construction du port d’Honolulu.
Il est inhumé au Royal Mausoleum of Hawaii (en).

## Galerie

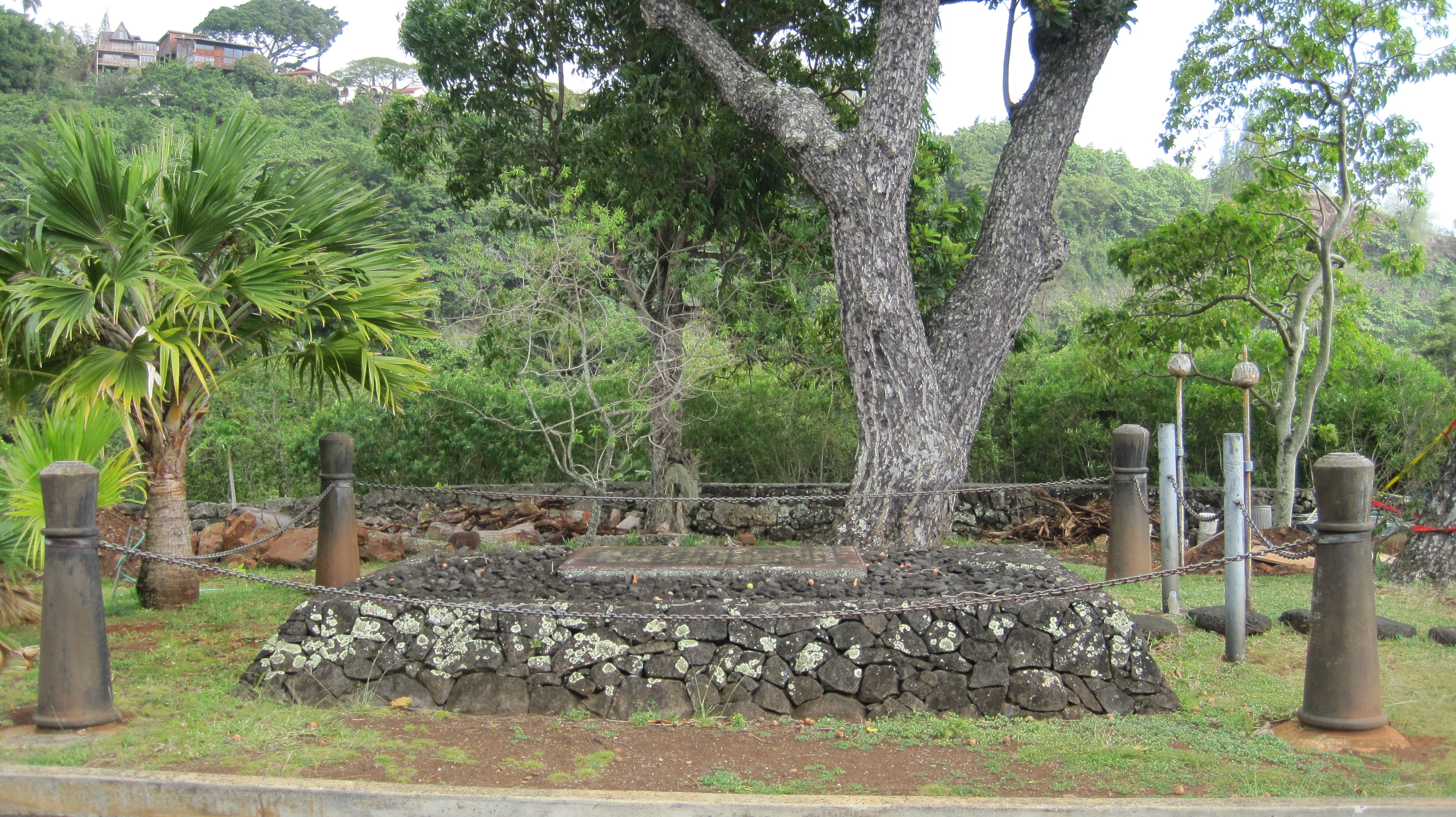
Tombe de John Young dans le Mausolée royal d’Hawaï
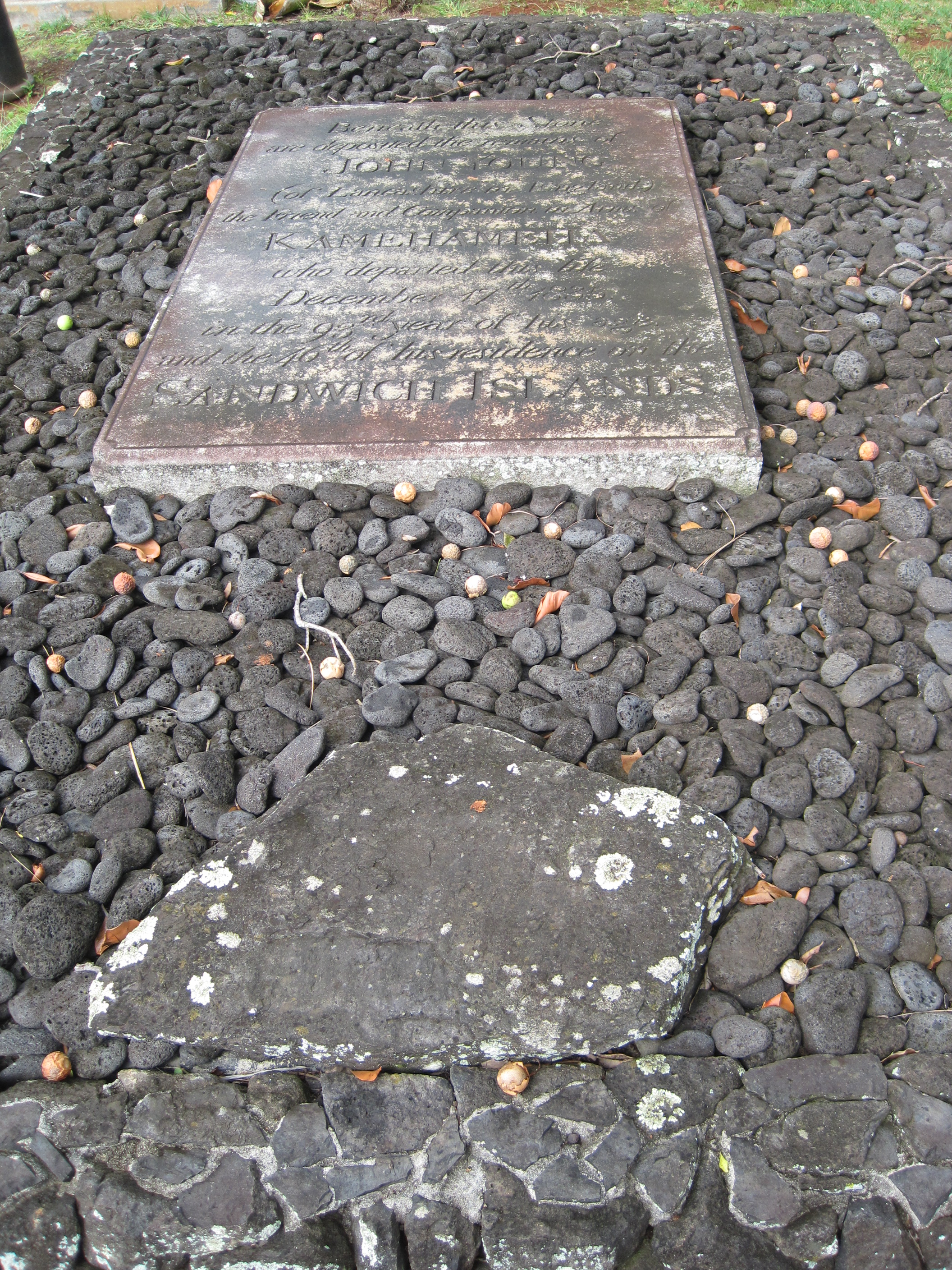
Plaque apposée sur la tombe